# Новый Глебов
Новый Глебов (укр. Новий Глібів) — село в Новоушицком районе Хмельницкой области Украины.
Население по переписи 2001 года составляло 120 человек. Почтовый индекс — 32610. Телефонный код — 3847. Занимает площадь 0,751 км². Код КОАТУУ — 6823382005.

## Местный совет
32610, Хмельницкая обл., Новоушицкий р-н, с. Глебов